# 蕭摩訶
蕭 摩訶（しょう まか、532年 - 604年）は、南朝梁から隋にかけての軍人。字は元胤。本貫は南蘭陵郡蘭陵県。

## 経歴
梁の始興郡丞の蕭諒の子として生まれた。幼くして父を失い、父の姉妹の夫の蔡路養に養育された。侯景の乱が起こり、陳霸先が建康の援軍に向かうと、蔡路養は起兵して陳霸先をはばんだ。ときに摩訶は13歳で、単騎で出戦して、軍中に当たる者のない武勇ぶりを示した。
蔡路養が敗れると、摩訶は侯安都に帰順した。侯安都は摩訶を厚遇して、征戦のたびに摩訶を連れ従えた。任約と徐嗣徽が北斉軍を引き入れて攻撃してくると、陳霸先は侯安都を北に派遣して鍾山龍尾と北郊壇で北斉軍をはばませた。侯安都が「卿の驍勇は有名にして、千聞は一見にしかず」と摩訶にいうと、摩訶は「今日、公に見せしめん」と答えた。戦いにおいて侯安都は落馬して敵兵に包囲されたが、摩訶が単騎で大呼し、北斉軍に突撃すると、北斉軍は戦意を喪失して包囲を解いて去り、侯安都は危地を脱した。
陳の天嘉初年、摩訶は蘭陵県令となった。留異の乱や欧陽紇の乱の鎮圧に功績を挙げ、巴山郡太守に累進した。
太建5年（573年）、呉明徹による北伐がおこなわれると、摩訶はこれに従軍し、長江を渡って秦郡を攻撃した。ときに北斉の尉破胡らが10万の兵を率いて来援した。尉破胡の軍の先頭に立つ部隊には、「蒼頭」・「犀角」・「大力」の号があり、いずれも身長が8尺あり、膂力は絶倫で、その鋒の鋭いことで知られていた。また別に西域胡があり、弓矢にたくみで、矢を発する間隙がなかったので、兵士たちに恐れられていた。戦いにあたって、呉明徹は「もしこの胡を斃さば、則ち彼の軍は気を奪われん。君は関張の名あり。顔良を斬るべし」と摩訶にいうと、摩訶は「願わくはその形状を示されんことを。まさに公のためにこれを取らん」と答えた。呉明徹は西域胡をよく知る投降者を召し出して、その風貌を聞き出させた。呉明徹は偵察を出して、西域胡が在陣していることを知ると、自ら酒を酌んで摩訶に飲ませた。摩訶は飲み終えると、馬を駆って北斉軍に突撃し、西域胡が弓を発する前に摩訶は投げ槍をその額に命中させた。北斉軍の「大力」十数人が出戦すると、摩訶はまたこれを斬り、このため北斉軍は敗走した。功績により明毅将軍・員外散騎常侍の位を受け、廉平県伯に封じられた。ほどなく爵位は侯に進み、官は太僕卿に転じた。
太建7年（575年）、呉明徹に従って宿預を包囲し、北斉の将軍の王康徳を撃破すると、功績により晋熙郡太守に任じられた。太建9年（577年）、呉明徹が呂梁に進軍し、北斉軍と会戦すると、摩訶は7騎を率いて先陣した。摩訶が手ずから北斉軍の大旗を奪うと、北斉軍は敗走した。功績により持節・武毅将軍・譙州刺史に任じられた。
北周の武帝が北斉を滅ぼすと、将軍の宇文忻が兵を率いて呂梁に来襲し、摩訶はこれと龍晦で戦った。数千の騎兵を率いる宇文忻相手に、摩訶は12騎で敵中に深入りし、縦横に奮戦して多くの敵兵を斬った。太建10年（578年）、北周の大将軍の王軌がやってきて、呂梁の下流に鎖を連ねて長囲を結び、徐州城を包囲する陳軍の退路を断った。摩訶は王軌の陣営が整う前に攻撃するよう呉明徹に進言したが、呉明徹は却下した。北周の軍勢がますます増強されると、呉明徹が歩兵を率い、摩訶が騎兵を率いて、包囲を突破し退却するよう摩訶は呉明徹に提案した。呉明徹はこの提案に従い、撤退を開始した。摩訶は騎兵を夜間に出発させた。先立って周軍は包囲を完成させており、要路には伏兵を数重にも設けていた。摩訶は精鋭の騎兵80人を選抜して包囲を突破させ、騎兵多数に後を追わせて、朝までに淮南に達することができた（呂梁の戦い）。宣帝に召還されて、右衛将軍の号を受けた。太建11年（579年）、北周の兵が寿陽を攻撃すると、摩訶と樊毅らは軍を率いて救援したが、功なく帰還した。
太建14年（582年）、宣帝が崩御し、始興王陳叔陵が殿中で自ら後主を害そうとした。後主は傷を受けたが死なず、陳叔陵は東府城に逃れた。東宮舎人の司馬申の推挙により摩訶は陳叔陵の討伐を後主に命じられ、数百の兵を率いて先発し、東府城の西門に軍を駐屯させた。陳叔陵は恐慌におちいって、城南の門から脱出すると、摩訶の兵の追撃を受けて斬られた。摩訶は功績により散騎常侍・車騎将軍の位を受け、綏建郡公に封じられた。陳叔陵の蓄えていた巨万の金帛は、後主により摩訶に与えられた。禎明元年（587年）、摩訶は侍中・驃騎将軍の位を受け、左光禄大夫の位を加えられた。旧制では黄閣で行政事務をおこない、建物に鴟尾の飾りをつけるのは、三公の特権とされていた。後主は特別に摩訶に黄閣を開かせ、事務所に鴟尾の飾りをつけることを許可した。さらに摩訶の娘を皇太子妃として迎えさせた。
隋の総管の賀若弼が広陵に駐屯し、江南侵攻の機会をうかがうと、後主は摩訶に防御の任を委ねて、南徐州刺史に任じた。禎明3年（589年）1月、摩訶が建康に召還されると、賀若弼は虚をついて長江を渡り、京口を襲撃した。摩訶は出撃を願い出たが、後主は許可しなかった。賀若弼が鍾山に進軍してくると、摩訶は再び出撃を願い出たが、後主はまたも許可しなかった。隋軍が大挙して建康に迫ると、摩訶はようやく城を出て陳の諸将たちの陣地の最北を守った。諸将らの動きは連係を欠いてちくはぐであり、隋軍の攻勢を止めることはできなかった。摩訶の配下の騎兵も散り散りになって、摩訶自身も隋軍に捕らえられた。
建康が陥落すると、賀若弼は後主を徳教殿に置き、衛兵に守らせた。摩訶が一死を賭して後主との面会を願い出たので、賀若弼はこれを許した。摩訶は後主と面会すると、うつぶせて号泣し、宮中の台所で作らせた食事を進上した。別れを告げて退出するにあたっては、守衛の者もみな仰ぎ見ることができなかった。
この年のうちに関中に入り、隋により開府儀同三司の位を受けた。子の蕭世略が江南で反乱を起こすと、趙綽が連座による処罰を強硬に求めたが、文帝は摩訶を赦して処罰しなかった。開皇17年（597年）、隋の漢王楊諒が并州総管として赴任すると、摩訶はこれに従った。仁寿4年（604年）、楊諒が并州で反乱を起こすと、摩訶はこれに従った。摩訶は王世宗・趙子開らとともに并州を去ること30里の清源に進撃したが、楊素に敗れて捕らえられた。摩訶は処刑された。享年は73。

## 子女
- 蕭世廉（生涯刀斧を握ることがなかった）
- 蕭世略（江南で反乱を起こした）
- 蕭氏（南朝陳の皇太子陳胤の妃）

## 伝記資料
- 『陳書』巻31 列伝第25
- 『南史』巻67 列伝第57